# Adnae Mac Uthidir
Adnae Mac Uthidir, est un personnage mythologie celtique irlandaise. Il est le fils d’Uthider, et le filid le plus important d’Ulster, c’est-à-dire un barde avec rang d’Ollam (un docteur en savoir), durant le règne de Conchobar Mac Nessa. C’est donc un druide qui appartient à la classe sacerdotale, celle qui dirige religieusement et légalement la société celtique. L’étymologie de son nom serait en rapport avec l’âge (et l’expérience). Il est assassiné après avoir usurpé la souveraineté du Connaught[réf. nécessaire].
Il est le père de Nédé qui « discute » avec Ferchertne, dans le Dialogue des deux sages (Immacallam in da thuarad), pour savoir lequel est le plus compétent et le plus digne d’être le filid principal d’Ulster.